# 東鄉神社 (澀谷區)

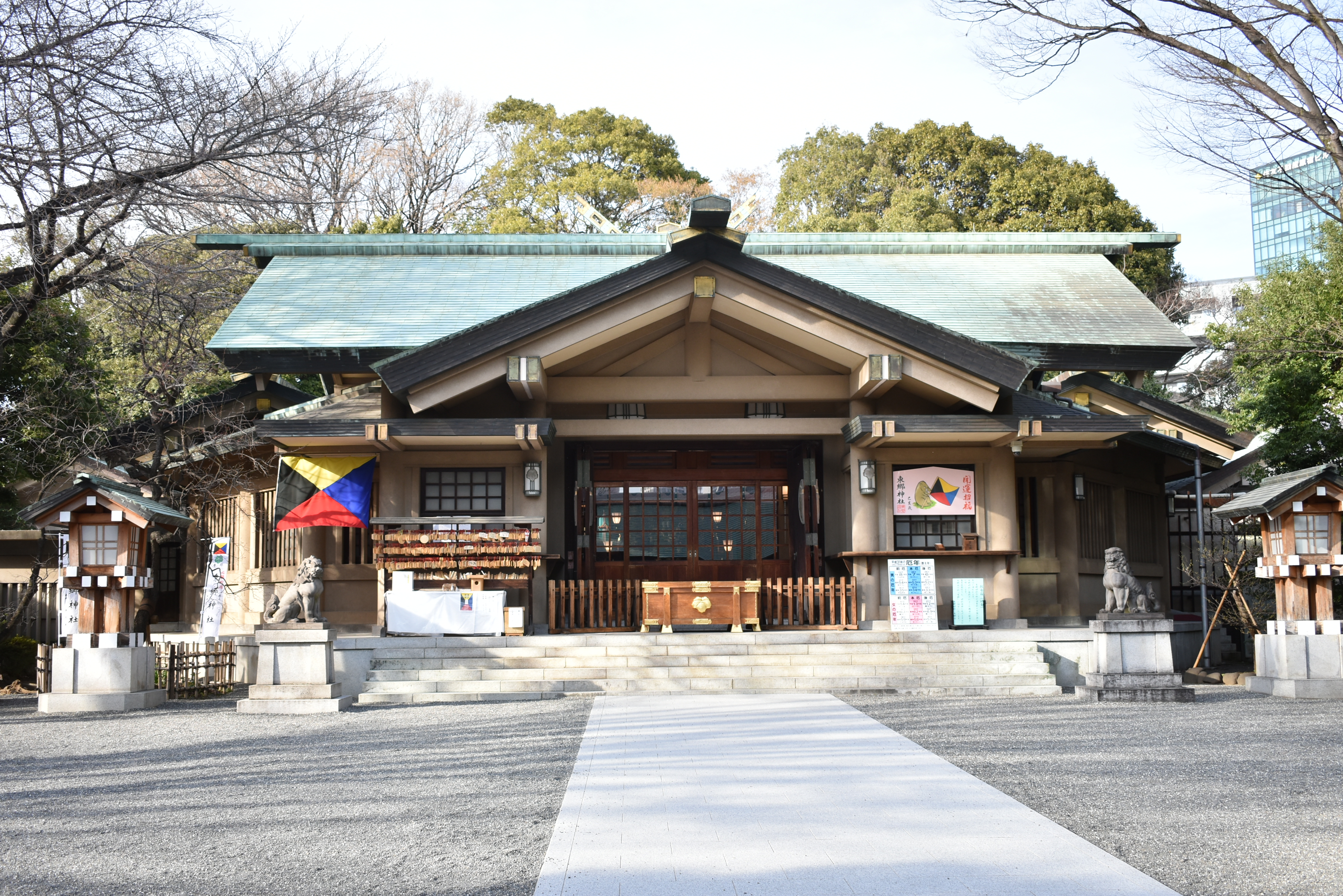
東鄉神社拜殿

東鄉神社（日语：東郷神社，とうごうじんじゃ）是位於日本東京都澀谷區神宮前一丁目的一座神社，祭祀東鄉平八郎。這座神社在1937年9月舉辦地鎮祭，1940年5月27日（海軍記念日）舉辦御鎮座祭。1945年，神社社殿因東京大空襲而燒毀。1964年，神社社殿得到重建。

## 外部連結
- 東郷神社 （页面存档备份，存于）
- 東郷記念館 （页面存档备份，存于）
- ルアール東郷  （页面存档备份，存于）